# Zrakoplovna nesreća pokraj Dubrovnika 1996.
Dana 3. travnja 1996. srušio se pokraj Dubrovnika avion Ratnog zrakoplovstva SAD-a CT-43 (modificirani Boeing 737-200) na službenoj trgovačkoj misiji po Hrvatskoj. U avionu su bili američki ministar trgovine Ron Brown i još 34 članova izaslanstva, uključujući glavnog urednika ureda New York Timesa u Frankfurtu, Nathaniela C. Nasha. U nesreći je poginulo i dvoje hrvatskih državljana.
Tijekom instrumentalnog prilaza na Zračnu luku Dubrovnik avion je udario u brdo Sveti Ivan pri čemu su poginuli svi putnici. Narednica ratnog zrakoplovstva Shelly Kelly preživjela je pad aviona, ali je umrla od ozljeda sat kasnije.
Mjesto pada, na visini oko 700 m, bilo je 2,6 km sjeveroistočno od mjesta na kojem se avion trebao nalaziti u fazi prilaza. Kao glavni uzrok pada aviona navodi se greška posade u nepravilnoj pripremi postupka instrumentalnog prilaza. Zaključeno je i kako vremenski uvjeti nisu značajnije utjecali na nesreću.
Avion je pripadao 86. Airlift Wing odjeljenju baziranom u Zrakoplovnoj bazi Ramstein u Njemačkoj. Za razliku od civilne inačice 737, vojni CT-43 nema niti snimač podataka o letu niti snimač razgovora u pilotskoj kabini.
Područje mjesta nesreće obilježeno je 10 m visokim križem od nehrđajućeg čelika, a planinari do tog mjesta mogu doći po stazi koja je imenovanoj po poginulom ministru Ronaldu Brownu.